# Christian Hemmi
Christian Hemmi (* 23. August 1954 in Churwalden) ist ein ehemaliger Schweizer Skirennfahrer. Er war auf den Riesenslalom spezialisiert und ist der jüngere Bruder von Heini Hemmi.

## Biografie
Im Winter 1975/76 kam Hemmi hauptsächlich im Europacup zum Einsatz und erreichte sowohl in der Gesamtwertung als auch in der Riesenslalomwertung den dritten Platz. Die ersten Punkte in einem Weltcuprennen gewann er am 10. Dezember 1976 als Neunter des Riesenslaloms von Val-d’Isère. Drei Wochen später, am 2. Januar 1977, fuhr er in Ebnat-Kappel hinter seinem Bruder auf den zweiten Platz. Ebenfalls Zweiter wurde er am 6. März 1977 in Sun Valley hinter Ingemar Stenmark. Hinzu kam ein dritter Platz am 25. März 1977 in der Sierra Nevada.
Dieses Leistungsniveau konnte Hemmi in der Folge nicht mehr ganz halten. Fast die gesamte Saison 1977/78 blieb er ohne zählbares Ergebnis. Zum Saisonende hin resultierte lediglich ein fünfter Platz, woraufhin er seinen Rücktritt vom Spitzensport erklärte.
Hemmi ist gelernter Schlosser und führt auf der Lenzerheide einen Metallbaubetrieb.

## Erfolge

### Weltmeisterschaften
- Garmisch-Partenkirchen 1978: 32. Riesenslalom

### Weltcup
- Saison 1976/77: 6. Riesenslalomwertung
- 9 Platzierungen unter den besten zehn, davon 3 Podestplätze

### Europacup
- Saison 1975/76: 3. Gesamtwertung, 3. Riesenslalomwertung[1]